# 圣普安
圣普安（法語：Saint-Point，法語發音：[sɛ̃ pwɛ̃]）是法国索恩-卢瓦尔省的一个市镇，属于马孔区。

## 地理
圣普安（46°20'24"N, 4°37'1"E）面积14.24 平方千米，位于法国勃艮第-弗朗什-孔泰大區索恩-卢瓦尔省，该省份为法国中部省份，北起顺时针与科多尔省、汝拉省、安省、罗讷省、卢瓦尔省、阿列省和涅夫勒省接壤。
与圣普安接壤的市镇（或旧市镇、城区）包括：布尔维兰、皮埃尔克洛、塞里耶尔、特拉迈、格罗讷河畔纳武尔。

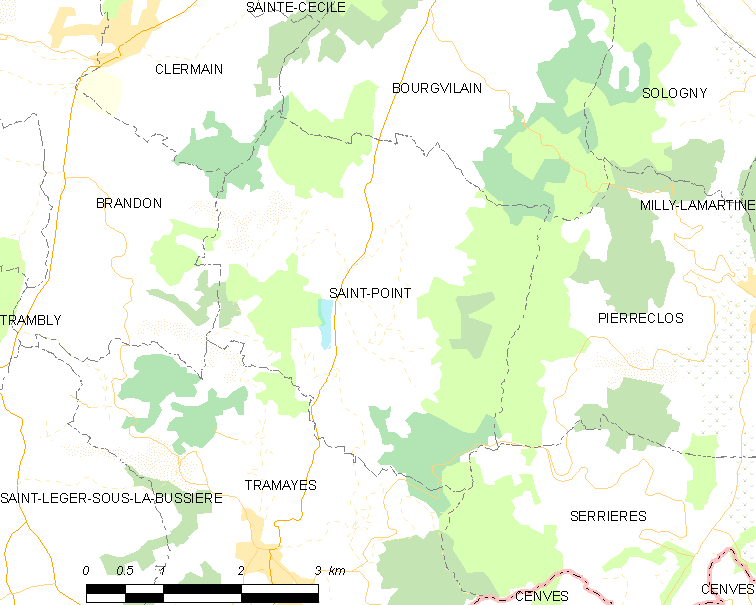
圣普安的OSM定位图

圣普安的时区为UTC+01:00、UTC+02:00（夏令时）。

## 行政
圣普安的邮政编码为71520，INSEE市镇编码为71470。

## 政治
圣普安所属的省级选区为拉沙佩勒德甘谢县。

## 人口

1962-2008年间圣普安人口变化图示

圣普安于2022年1月1日时的人口数量为362人。